# Bludovice (Havířov)
Bludovice (früher Dolní Bludovice, deutsch Nieder Bludowitz, veraltet Blaude, polnisch Błędowice Dolne) ist ein südlicher Stadtteil von Havířov in Tschechien. Das alte Dorf lag entlang des rechten Ufers der Lučina. Mit den Stadtteilen Podlesí und Životice bildet es die Katastralgemeinde Bludovice.

## Geschichte
Der Ort wurde im Peterspfennigregister des Jahres 1335 erstmals urkundlich als die Pfarrei Bluda im Teschener Dekanat erwähnt. In der Literatur wurde es oft vermutet, dass der Gründer Bluda von Titschein (Hycin) war, der u. a. im Grenzvertrag des Jahres 1297 (der die Grenze zwischen dem polnisch-schlesischen Herzogtum Teschen und dem mährischen Bistum Olmütz entlang der Ostrawitza regulierte) als et fideles nostri comites de Vriburch Bludo; Bludone dicto de Hycin erwähnt wurde. Dies führte den tschechischen Forscher Rudolf Šrámek, selbst aus Ostrava, zur Schlussfolgerung, dass die Burg Starý Jičín an der Kolonisierung des Teschener Schlesiens teilnahm. Die Familie Bludovic könnte auch schon in der Mitte des 13. Jahrhunderts das Dorf Paskov am linken, westlichen Ufer der Ostrawitza im Besitz gehabt haben. Nach dem polnischen Forscher Robert Mrózek gehörte der Ortsname Bluda neben Dubrowa (Doubrava u Orlové) zu den seltenen Namen vor der Einführung der tschechischen Amtssprache im Königreich Böhmen, sowie um das Jahr 1430 im Herzogtum Teschen, mit der offensichtlich tschechischen sprachlichen Eigenschaft, namentlich der Abwesenheit des polnischen Nasalvokals – dies wurde jedoch in den folgenden Erwähnungen in den lateinischsprachigen Dokumenten in den Namen mit dem typischen westslawischen Suffix -(ov/ow)ice hinzugefügt, am wahrscheinlichsten wegen der Aussprache der Dorfbevölkerung, z. B. Blandowicz (1425), sowie tauchte auch gelegentlich in tschechischsprachigen Urkunden auf (Bludowskych [Besitzer] z dolnich Blendowicz [Ortsname], 1592) auf. 1434 erschien der deutsche Adaptation des Namens [von der] Blaude, danach [von der] Blawde (1452), der nach dem Mittelalter nicht mehr benutzt wurde. Im Jahr 1450 wurden Blandowicze als duas willas (zwei Dörfer) erwähnt, später z nieznich (1461) bzw. z Dolnich (1483) – Dolní Bludovice/Błędowice Dolne/Nieder Bludowitz und de Superiori Blauda (1485) bzw. z Huornich Bludowicz (1520) – Horní Bludovice/Błędowice Górne/Ober Bludowitz. In der örtlichen polnisch-schlesischen Mundart wurde der Name Błyndowice Dolne/Důlne ausgesprochen.

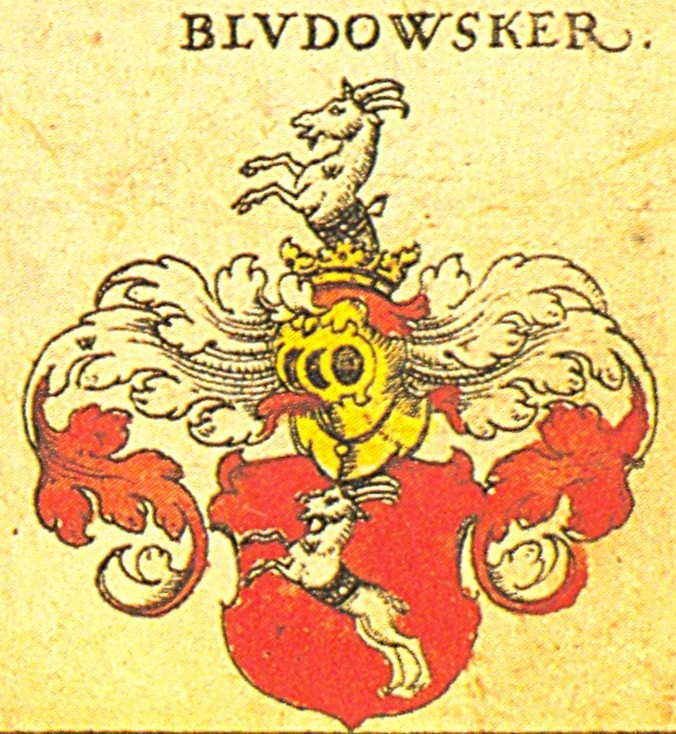
Wappen der Bludowski

Bis zur Mitte des 15. Jahrhunderts waren beide Dörfer im Besitz der Familie Bludowski, die das Wappen Kornic benutzte. 1461 wurde Jan Bludowski z nieznich Bludowicz erstmals erwähnt, der eine adelige Familie gründete, die das Wappen mit einem Ziegenbock benutzte. Die Familie benutzte den Nachnamen Bludowski bis zum 20. Jahrhundert, aber verkaufte das Dorf noch vor der Mitte des 16. Jahrhunderts.
Die Pfarrkirche von Bluda (1447) wurde in der Zeit der Reformation lutherisch (im Bericht der bischöflichen Visitation aus Breslau in 1652: In villa Bludowitz ecclesia parochialis (...) s. Margaritae...). Nach dem Tod Herzogin Elisabeth Lukretias 1653 erlosch der Teschener Familienzweig der Schlesischen Piasten und das Herzogtum fiel als erledigtes Lehen an die Krone Böhmen, die seit 1526 das Haus Habsburg innehatte. Die Habsburger leiteten die Rekatholisierung der Untertanen ein. Im Jahr 1654 gab eine habsburgische Sonderkommission 49 Kirchen und eine Kapelle an die Katholiken zurück, darunter in Blendowice. Aus dieser Zeit stammen die Erwähnungen von zwei protestantischen Pastoren in Bludowitz: Jan Pragenus (1646 bis 1654) und Germanius Krystian († 1653). Vor 1693 predigte heimlich für die lutherische Mehrheit (In pago Bludowitz (...) parochiani 130 catholici, reliqui et longe parte maiori Lutherani) auch Pragenus Krzysztof.
Nach dem Toleranzpatent wurde in den Jahren 1782 bis 1784 eine lutherisches Bethaus errichtet, Sitz einer Gemeinde in der Superintendentur A. B. Mähren und Schlesien.
An der Wende zum 19. Jahrhundert wurde eine geradlinige staatliche Chaussee von Troppau durch Nieder Bludowitz nach Teschen angelegt.
In der Beschreibung Teschener Schlesiens von Reginald Kneifl im Jahr 1804 war Bludowitz, Nieder ein Gut (mit einem Teil von Nieder Dattin und Ziwotitz) und Dorf mit einem herrschaftlichen Schloss im Teschner Kreis. Das Dorf hatte 208 Häuser mit 993 Einwohnern schlesisch-polnischer Mundart. Auch auf der ethnographischen Karte der Österreichischen Monarchie von Karl von Czoernig-Czernhausen aus dem Jahr 1855 lag Bludovic an der polnischen Seite der sprachlichen Grenze entlang der Luczina.
Nach der Aufhebung der Patrimonialherrschaften wurde es zu einer Gemeinde in Österreichisch-Schlesien, im Bezirk Teschen. Nach der Ausgliederung des Bezirkes Freistadt im Jahr 1868 wurde es mit Nieder Dattin und Šumbark zu einer nordwestlichsten lutherischen Halbinsel des Gerichtsbezirkes Teschen (ab 1901 des Bezirkes Teschen, nach der Ausgliederung des Bezirkes Friedek). Nach der Volkszählungen in den Jahren 1880 bis 1910 stieg die Einwohnerzahl von 1967 in 1880 auf 2537 in 1910. Polnischsprachige waren in Nieder-Bludowitz im Gegensatz zu Ober- und Mittelbludowitz im Gerichtsbezirk (ab 1901 ein politischer Bezirk) Friedek in absoluter Mehrheit (von 92,3 % in 1880 bis 97,8 % in 1890), gefolgt von 102 oder 5,2 % Tschechischsprachigen und 49 oder 2,5 % Deutschsprachigen in 1880. Im Jahr 1910 waren 2173 (85,3 %) Protestanten, 329 (12,9 %) Römisch-Katholiken, 26 (1 %) Juden. Im frühen 20. Jahrhundert entflammte ein nationaler Konflikt zwischen Polen und Tschechen. Die polnischsprachigen machten 2.459 oder 96,9 % der einheimischen Bevölkerung aus. Petr Bezruč veröffentlichte in den Schlesischen Liedern das Gedicht Blendovice, in dem er den örtlichen katholischen Friedhof als Hintergrund für den Kommentar über angeblicher Polonisierung der einheimischen Schlesier (er verbreite die Theorie der polonisierten Mährer) durch die Kirche darstellte.
Ab 1907 gehörte die Gemeinde zum Wahlbezirk Schlesien 13. In der ersten allgemeinen, gleichen, geheimen und direkten Reichsratswahl 1907 sowie der Reichsratswahl 1911 gewann dort viermal Ryszard Kunicki aus der Polnischen Sozialdemokratischen Partei Galiziens und Teschener Schlesiens.

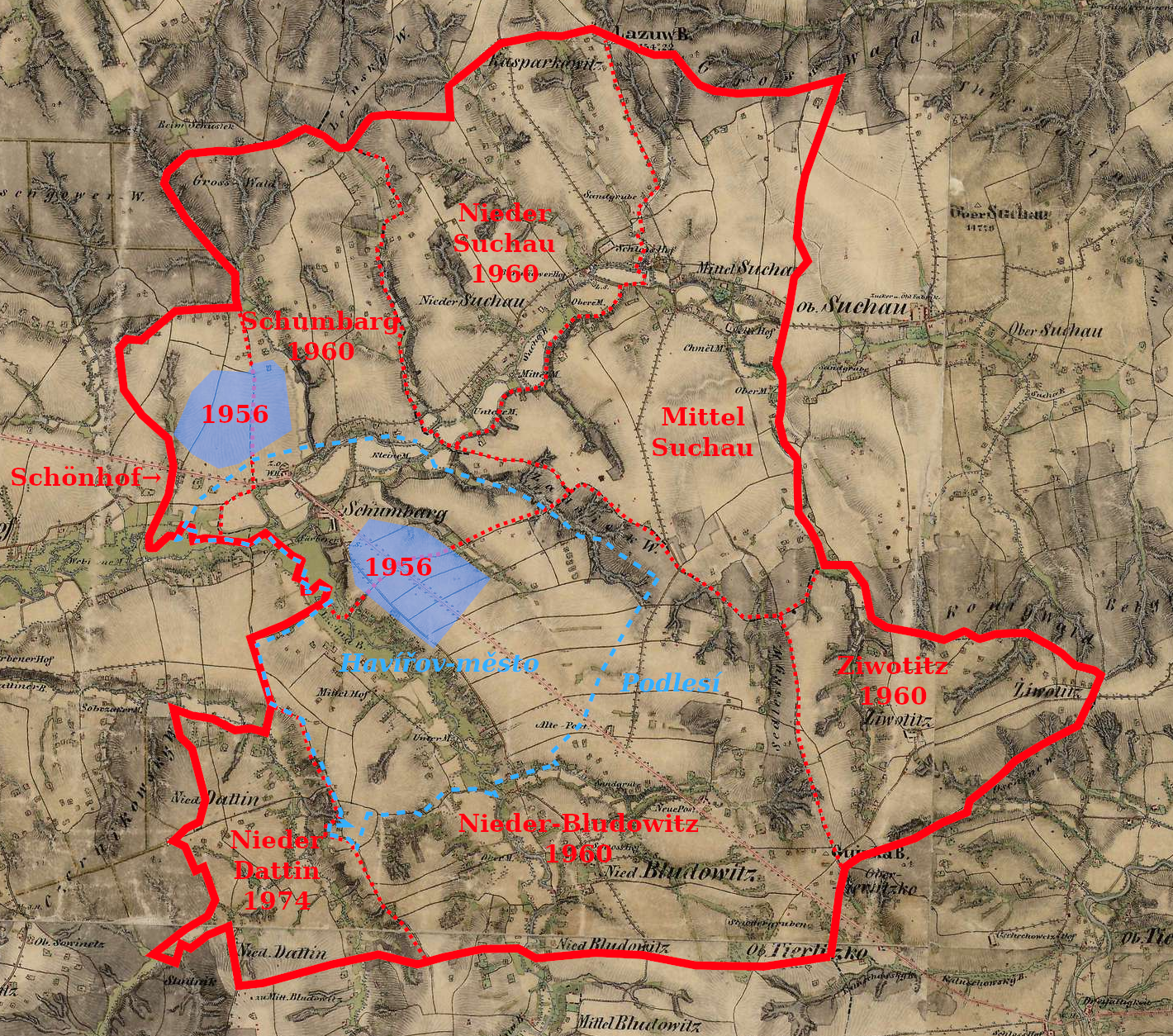
Die administrative Grenzänderungen (rote Linie) der Stadt Havířov nach dem Zweiten Weltkrieg, Nieder Bludowitz im Süden, die erste sozialistisch-realistische Arbeiterstadt in blauer Farbe

Nach dem Zusammenbruch Österreich-Ungarns Ende 1918 war das Gebiet von Teschen umstritten. Am 5. November 1918 verständigten sich der Polnische Nationalrat des Herzogtums Teschen (Rada Narodowa Kięstwa Cieszyńskiego, RNKC) und das tschechische Gebietskomitee (Zemský národní výbor, ZNV) darauf, dass Bludovice als Błędowice an Polen fallen sollte. Die tschechoslowakische Regierung erkannte das jedoch nicht an. Nach dem Polnisch-Tschechoslowakischen Grenzkrieg, einer nicht verwirklichten Volksabstimmung sowie der Entscheidung des Botschafterrats der Siegermächte am 28. Juli 1920, wurde der Ort ein Teil der Tschechoslowakei und des Bezirks Český Těšín. In der Zwischenkriegszeit lebte dort der polnische Dichter Wiesław Adam Berger, der unter anderem Gedichte wie Most nad Łucyną (Die Brücke über die Luczina) am Ort inspiriert schrieb. 1938 wurde Bludovice als Teil des Olsagebiets von Polen annektiert und der neue polnische Grenzort kam im Jahre darauf nach dem Überfall auf Polen zum Deutschen Reich. Bis 1945 gehörte es zum Landkreis Teschen und kam nach Kriegsende zur Tschechoslowakei zurück.
Im Jahr 1947 begann im Norden der Bau der sozialistisch-realistische Arbeiterstadt für das Ostrau-Karwiner Kohle- und Industriegebiet entlang der Teschener Chaussee. Am 18. Dezember 1955 wurden 230 Hektar Fläche aus Bludovice für die neue Stadt Havířov ausgegliedert. Der Rest von Bludovice wurde 1960 eingemeindet. In den folgenden Jahrzehnten entstanden zahlreiche Plattenbausiedlungen im Norden. Diese wurden meistens an den heutigen Stadtteil Havířov-Město (Havířov-Stadt) angegliedert, mit Ausnahme von Podlesí, der ein separater und nach einem Weiler von Bludovice benannter Stadtteil ist.

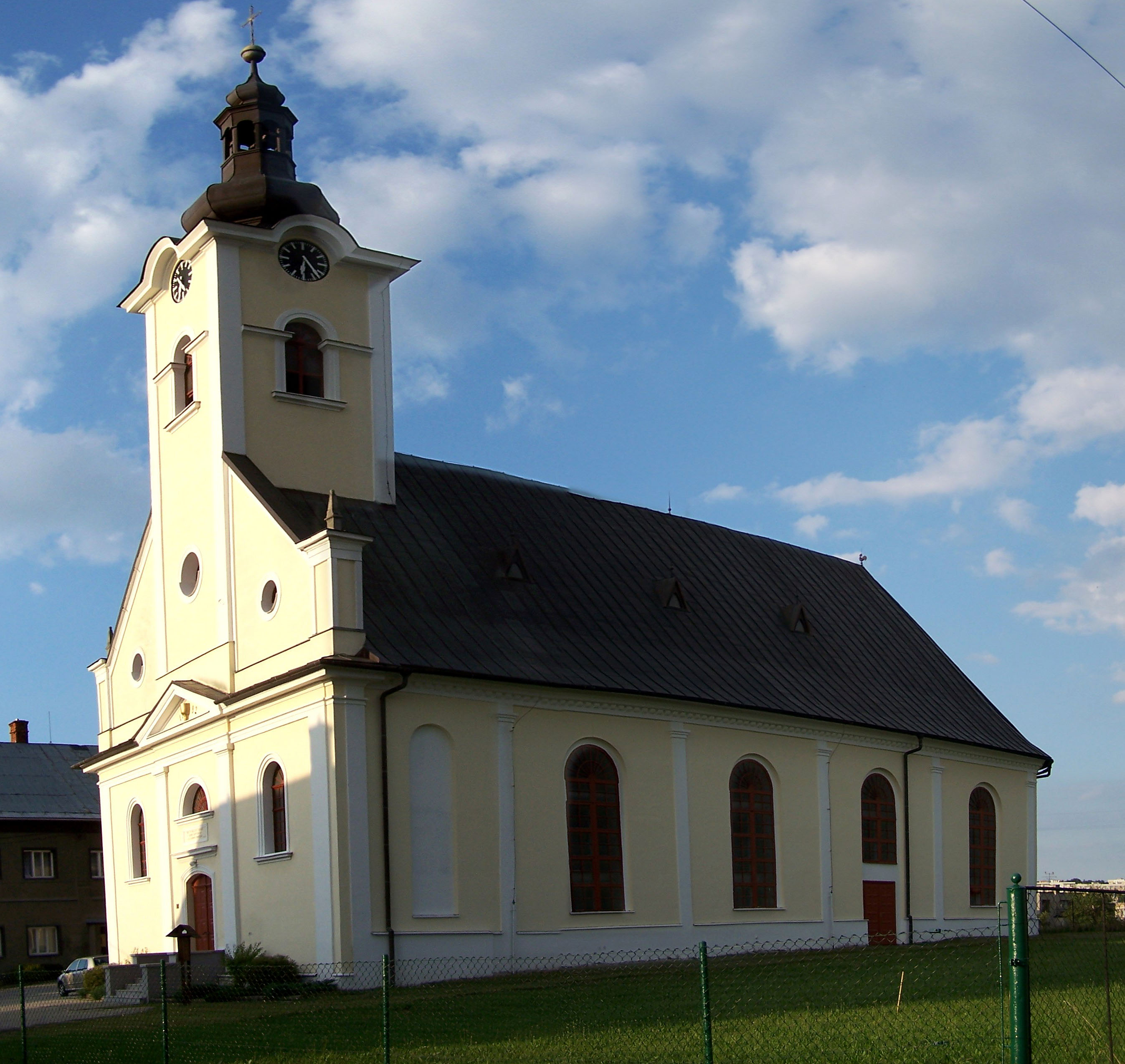
Lutherische Bartholomäuskirche
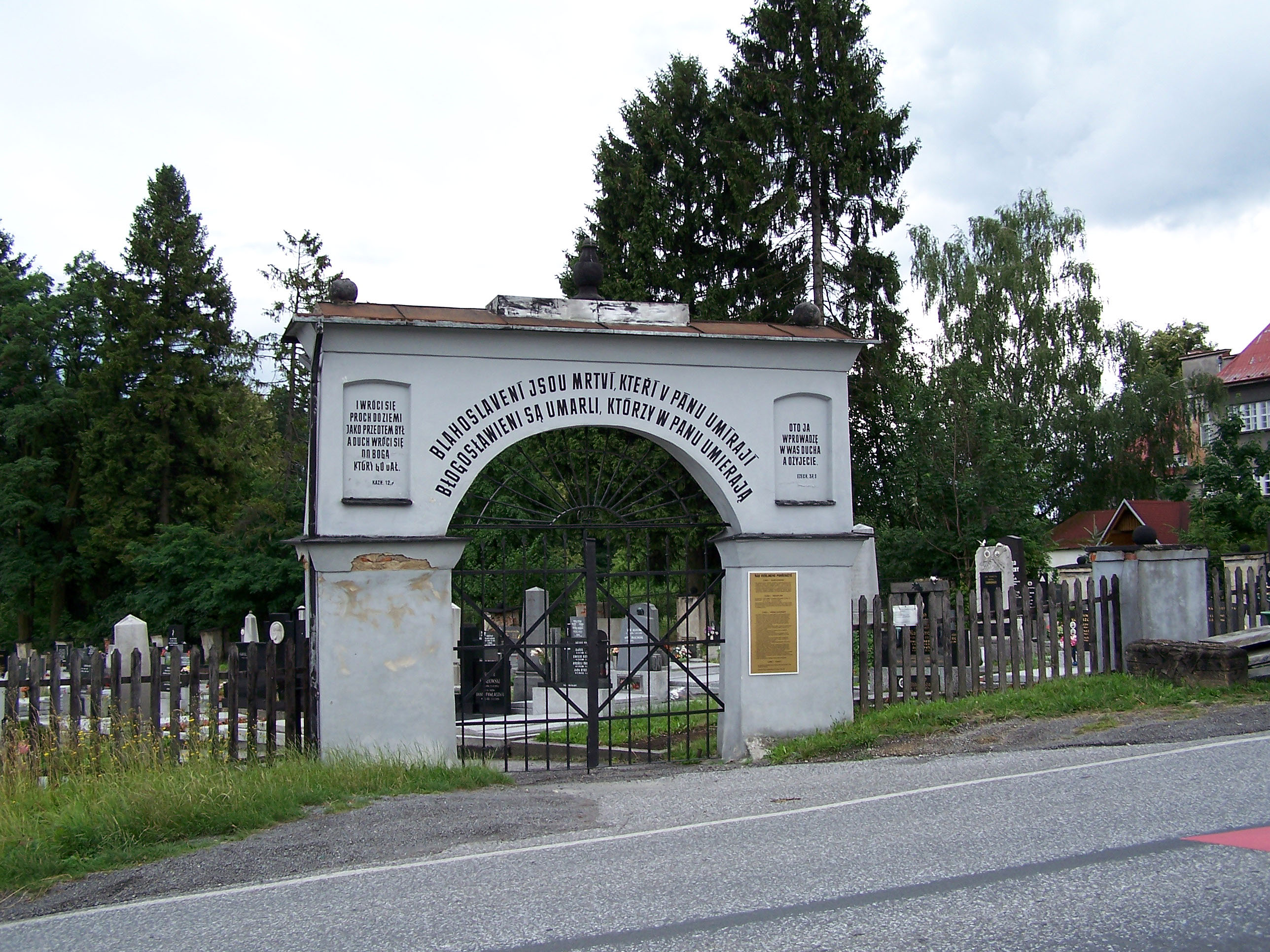
Alter lutherischen Friedhof
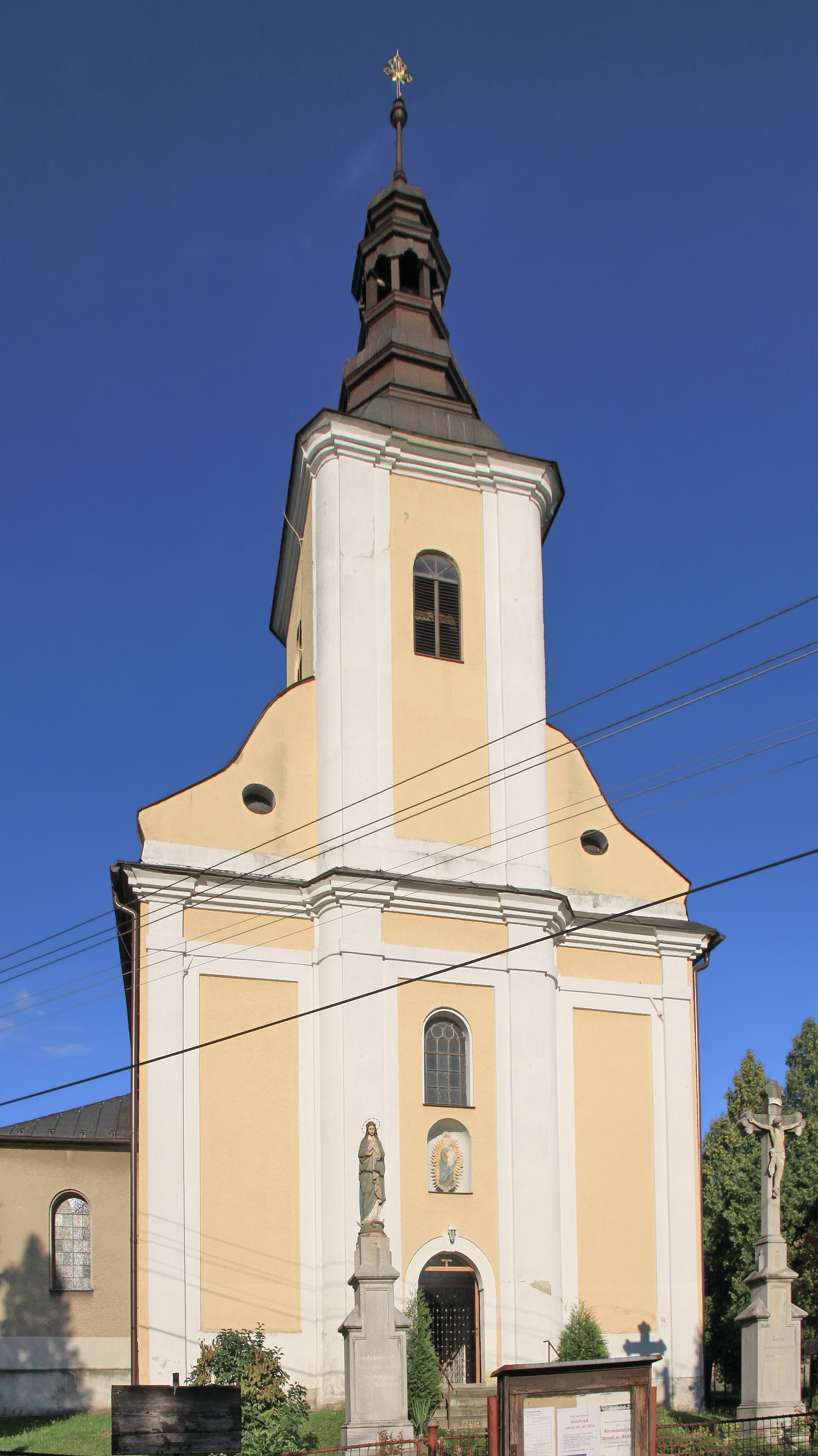
Katholische Kirche
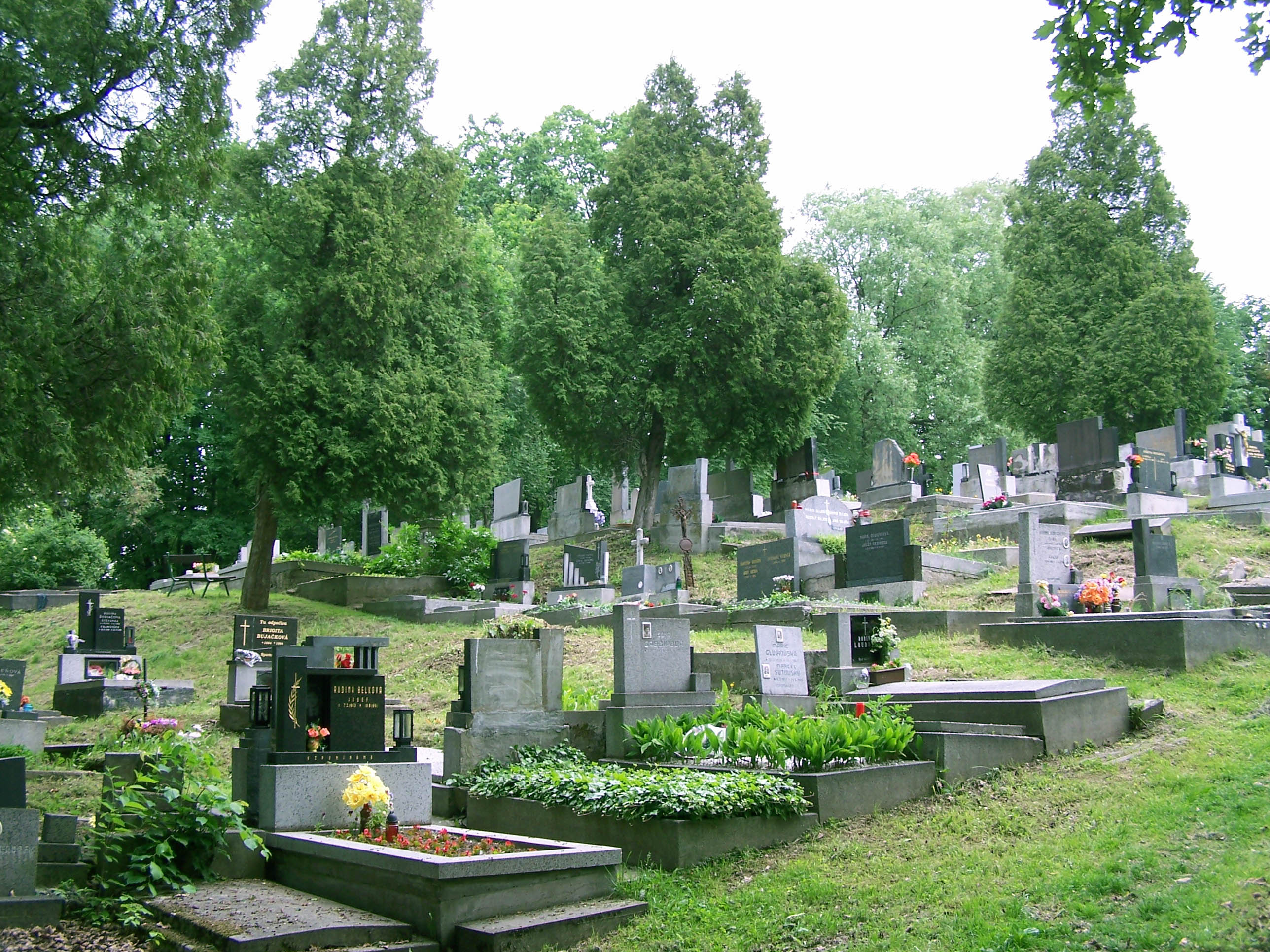
Katholischer Friedhof
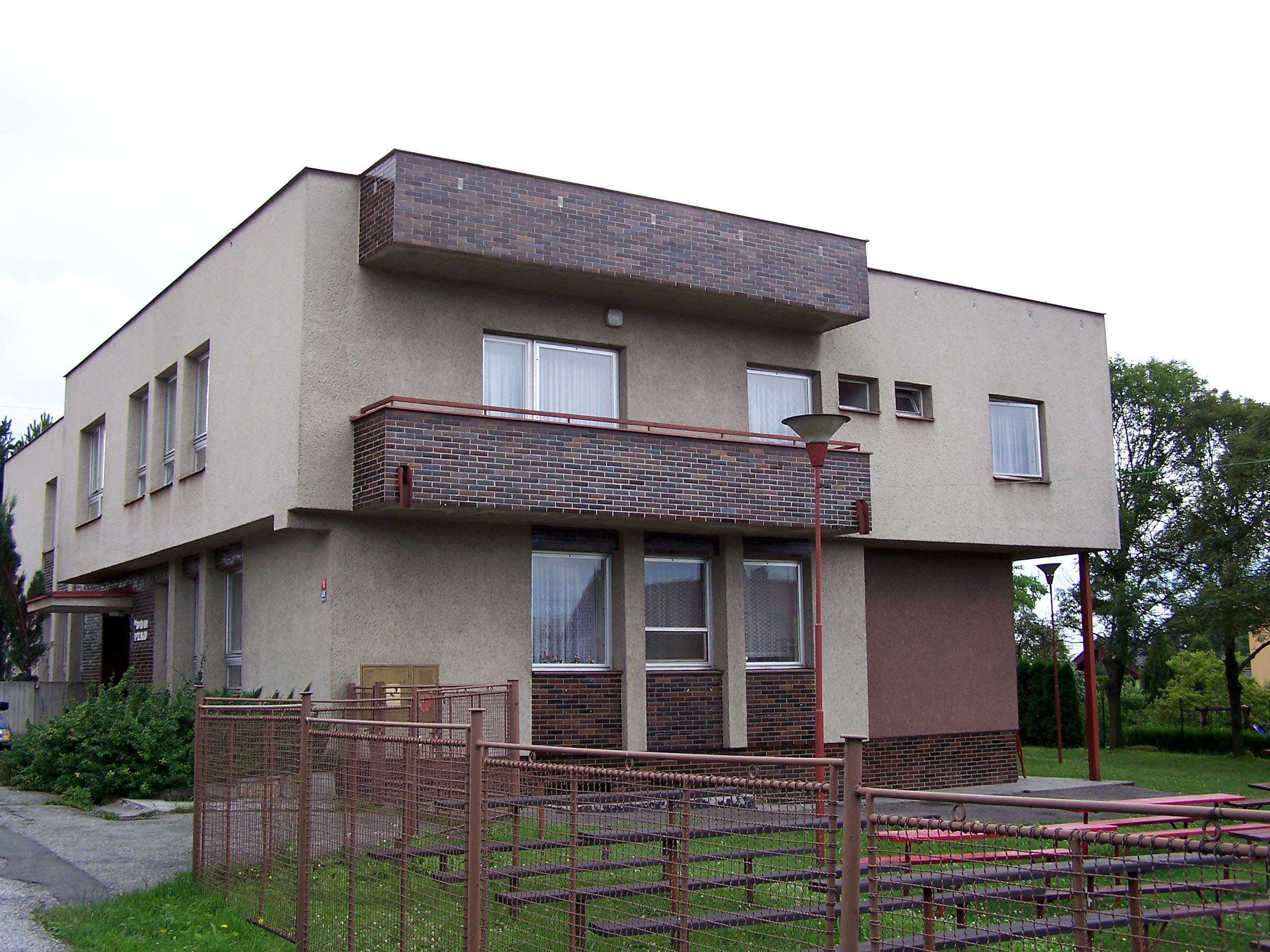
Haus der polnischen Minderheit
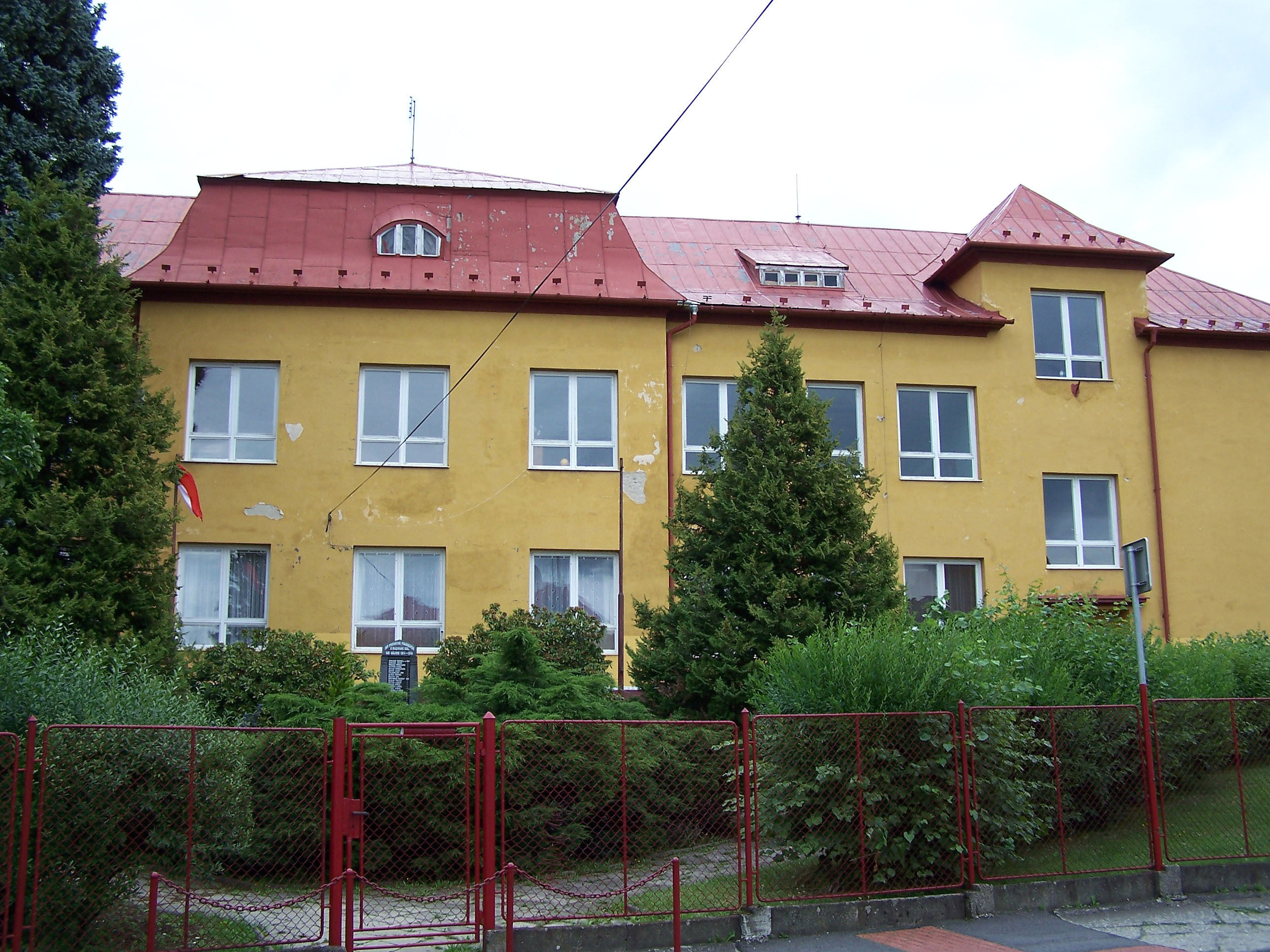
Polnische Grundschule
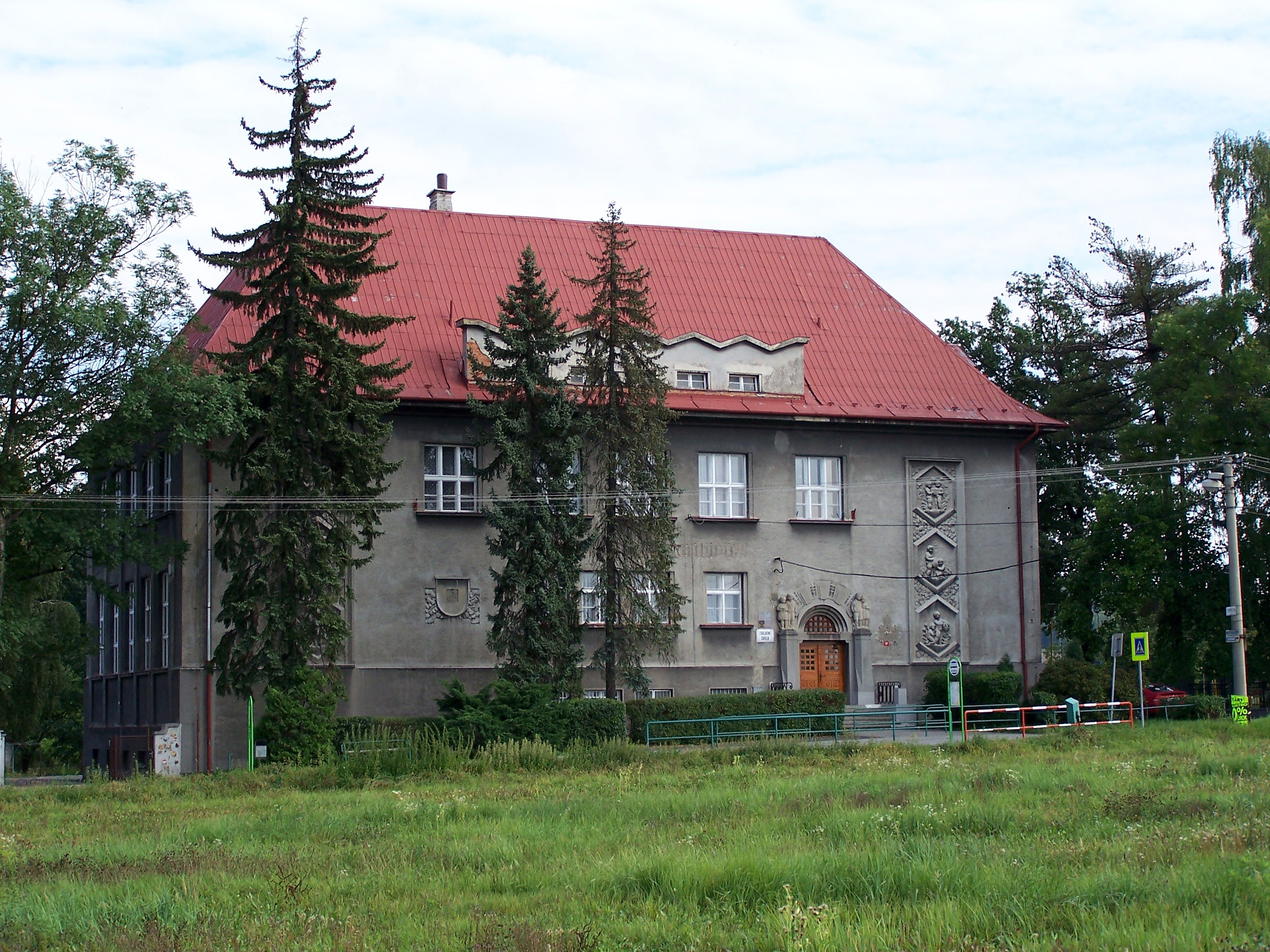
Tschechische Grundschule
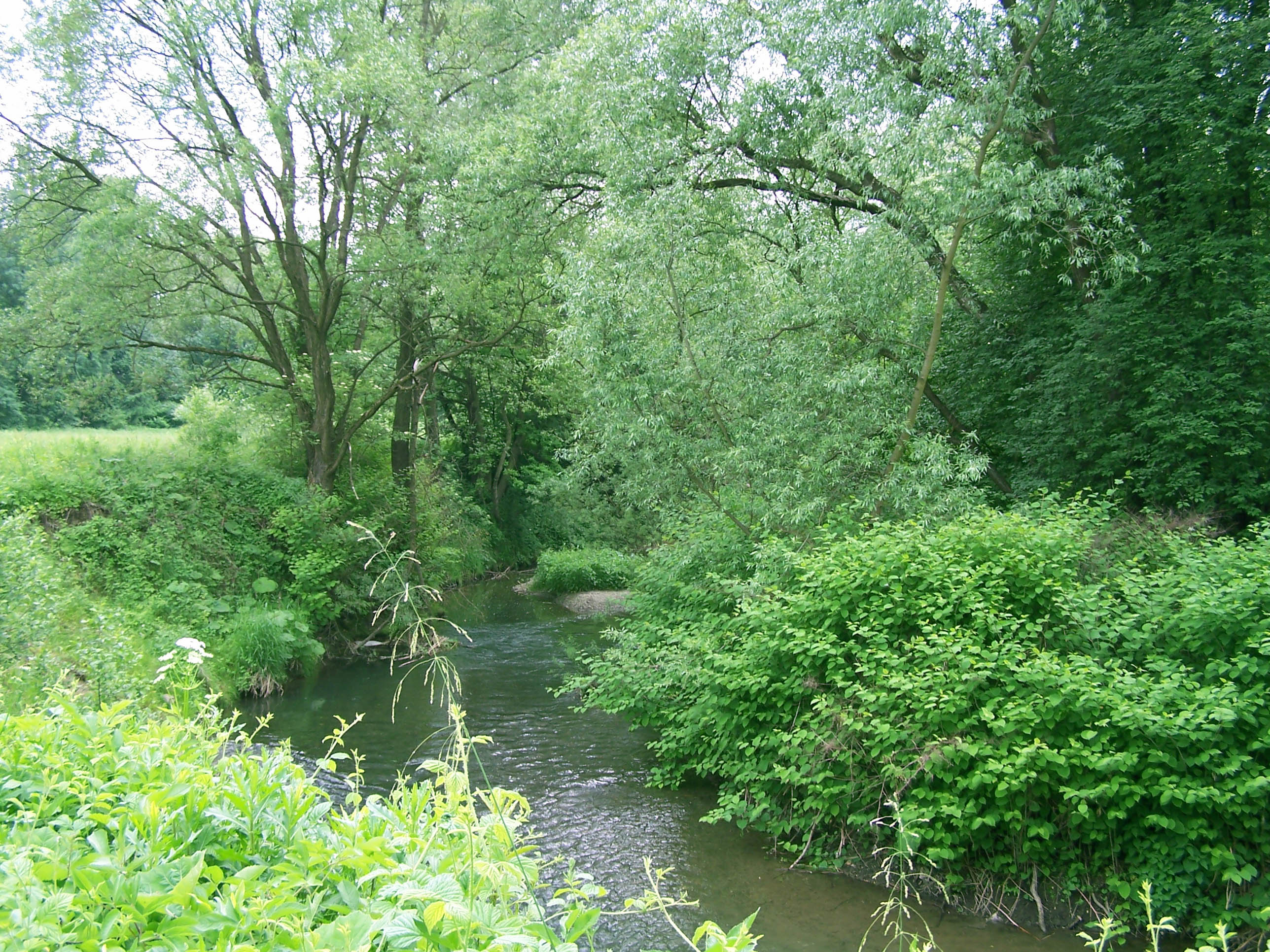
Fluss Lučina in Bludovice

## Persönlichkeiten
- Józef Kiedroń (1879–1932), 1923 bis 1925 der Minister der Industrie und des Handels der Zweiten Polnischen Republik;
- Helmut Folwart (1902–1987, bis 1934 Helmut Folwartschny), österreichisch-deutscher Philosoph